# 觉罗永会
覺羅永會（？年—？年），满洲正蓝旗人， 繙譯鄉試中式舉人，乾隆十七年壬申恩科繙譯會試中式進士。

## 生平
- 乾隆二十三年，任常州府知府[1]
- 乾隆二十八年，高郵州知州[2]。
- 乾隆二十九年，任松江府知府[3]